# Ephesiella peripatus
Ephesiella peripatus är en ringmaskart som först beskrevs av Claparede 1863.  Ephesiella peripatus ingår i släktet Ephesiella och familjen Sphaerodoridae. Inga underarter finns listade i Catalogue of Life.